# توماس بری
توماس بری (انگلیسی: Thomas Berry; ۹ نوامبر ۱۹۱۴ – ۱ ژوئن ۲۰۰۹) کشیش کلیسای کاتولیک اهل ایالات متحده آمریکا بود. پژوهشگر تاریخ فرهنگی، مورخ فرهنگی، و محقق ادیان جهان، به ویژه ادیان شرقی بود. بعدها در حالی که تاریخ و فرگشت را مطالعه می‌کرد خود را «زمین‌شناس» نامید.
او برچسب «الهیات» یا «بوم‌خداشناسی» را رد کرد و آن را بسیار محدود و توصیفی از مطالعات فرهنگی خود در تاریخ ادیان دانست. او در اوایل برای پاسخ به بحران فزاینده بحران آب و هوایی نیاز به «داستان جدید» فرگشت را در سال ۱۹۷۸ پیشنهاد کرد. در این مقاله او پیشنهاد کرد که درک عمیق از تاریخ و عملکرد جهان در حال تکامل یک الهام و راهنمای ضروری برای عملکرد مؤثر خود ما به عنوان افراد و به عنوان یک گونه است.

## زندگینامه
بری در سال ۱۹۱۴ از ویلیام و بس بری در گرینزبورو کارولینای شمالی متولد شد و سومین فرزند از ۱۳ فرزند خانواده بود. او در سال ۱۹۴۲ به عنوان کشیش منصوب شد و شروع به مطالعه تاریخ فرهنگی به ویژه ادیان جهان کرد. او با الهام از سابقه یک تجربه در دوران کودکی‌اش مجموعه‌ای از ۱۲ اصل را برای درک جهان توضیح داده است. این اصول مبتنی است بر این‌ که جهان، منظومه شمسی و سیاره زمین به خودی خود و در ظهور تکاملی خود، راز نهایی را تشکیل می‌دهند و وجود همه چیز از آنجا سرچشمه میگیرند. او دکترای تاریخ را از دانشگاه کاتولیک آمریکا، با پایان‌نامه‌ای در مورد فلسفه تاریخ دریافت کرد. مری ایولین تاکر در ادای احترام به بری گفت که کتاب‌های او  رویای زمین، داستان جهان، و کار بزرگ راه ما به سوی آینده مباحث مهمی در مورد محیط زیست هستند. او دو کتاب پایانی جهان مقدس و آینده مسیحی و سرنوشت زمین را در سال ۲۰۰۹ به پایان رساند. 